# Foé (Sänger)
Foé (* 1997 in Toulouse als Nicolas Poyet) ist ein französischer Liedermacher.

## Karriere
Nicolas Poyet wurde im 1997 in Toulouse geboren und nahm im Alter von sechs bis elf Jahren Klavierunterricht am Toulouser Konservatorium, bevor er in einem MJC in Empalot, einem Stadtteil von Toulouse, Gitarre lernt. Damals hörte er hauptsächlich AC/DC, Red Hot Chili Peppers, Alt-J, Stupeflip, Daft Punk und amerikanischen Rap.
Nach seinem wissenschaftlichen Abitur am Lycée Bellevue absolvierte er ein DUT in Maschinenbau und Produktionstechnik an der Universität Paul Sabatier.
Im Jahr 2016 nahm er unter dem Namen „Nicolas“ an den Auditions für die zwölfte Staffel von Nouvelle Star teil, wurde aber nicht nominiert.
Dann wurde er im Internet von Chad Boccara entdeckt, der sich entschied, es auf seinem Label Faubourg26 zu produzieren. Er wählte sein Pseudonym als Hommage an Daniel Defoe, den Autor von Robinson Crusoe. Sie unterschreiben dann einen Vertrag mit dem Label Tôt ou tard.
Im November 2017, im Alter von 20 Jahren, veröffentlichte Foé seine erste EP, die aus vier Songs bestand, dann trat er als Vorgruppe für Vianney, sowie für Cats on Trees und Eugénie auf. Sein Titel Mommy wird regelmäßig in französischsprachigen und belgischen Radiosendern ausgestrahlt.
Beeinflusst von Stromae, Tim Dup und Eddy de Pretto, erschien sein erstes Album Îl im April 2018 auf dem Label Tôt ou Tard.

## Diskographie

### Studioalben
- 2018: Îl

### EPs
- 2017: Bouquet de pleurs

### Singles
- 2018: Mommy
- 2018: Le Coup de soleil
- 2019: Nuria (Meya Remix)

## Awards
- 2018: Prix Félix-Leclerc (FrancoFolies de Montréal)[3]
- 2019: nominiert beim 34e cérémonie des Victoires de la musique für Îl
- 2019: nominiert beim prix du Fair[4][5]